# Bryndzové halušky

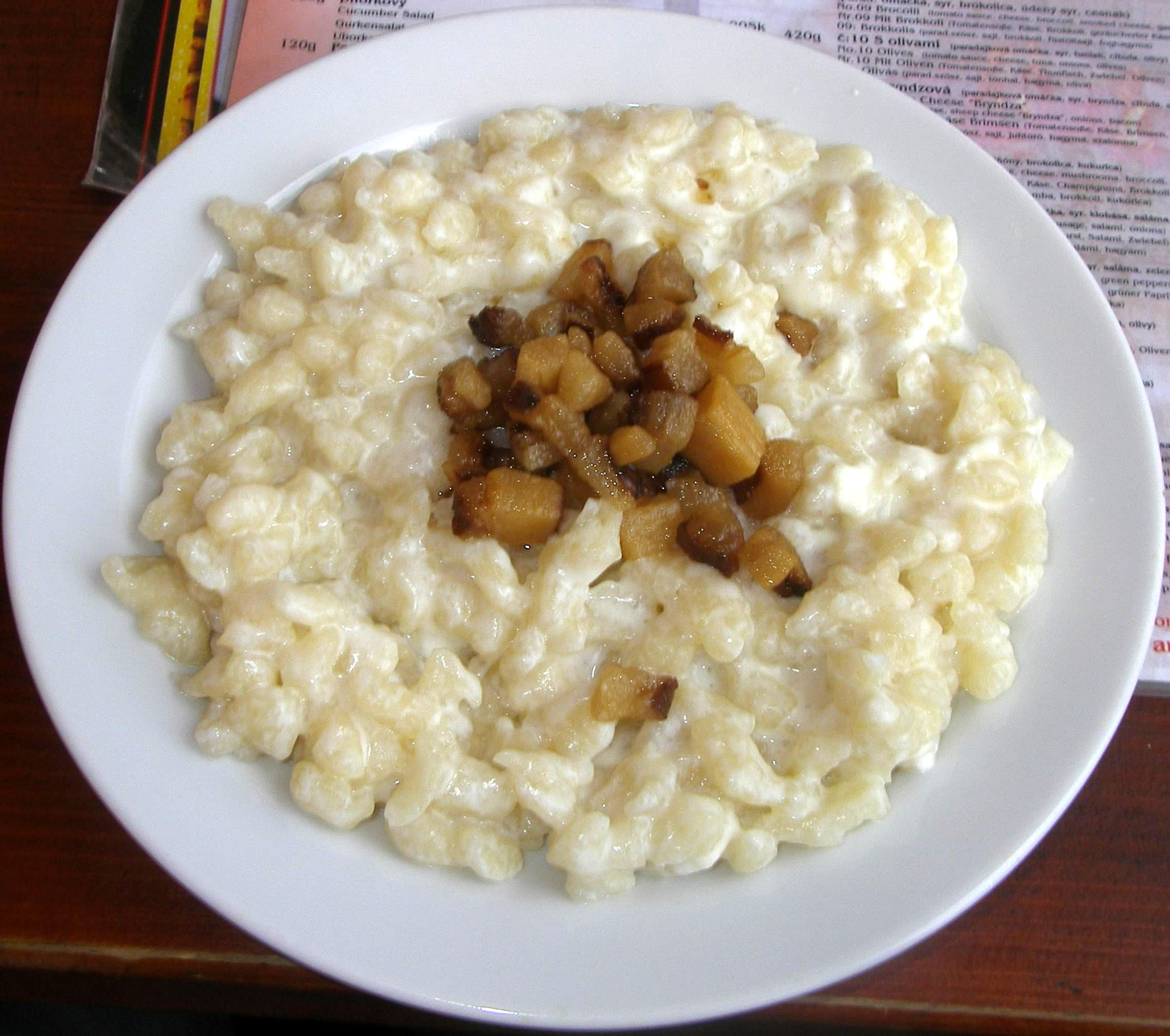
Bryndzové halušky con oškvarky

I bryndzové halušky /ˈbrindzɔʋeː ˈɦaluʂki/ sono il piatto nazionale slovacco. Si preparano con patate, farina, sale, bryndza e pezzi fritti di oškvarky (ciccioli) o pancetta. A volte si accompagna ai bryndzové halušky un bicchiere di latte acido o di žinčica, una bevanda molto simile.

## Preparazione
Occorre grattugiare delle patate crude e lavorarle con farina, uova e sale. A questa pasta si dà la forma di gnocchetti molto piccoli; in Slovacchia si usa uno speciale recipiente traforato e gli gnocchetti si tagliano passando un coltello contro il recipiente. Gli gnocchetti si fanno cuocere in acqua bollente. Scolati, sono mescolati alla bryndza e vi si aggiunge la pancetta cotto. Tradizionalmente si serve mettendo il bacon al centro del piatto e si mangia spiluccando la pancetta alternata a forchettate di halušky.

## Gara dihalušky
Ogni anno si svolge a Turecká, in una cornice folcloristica e tradizionale, una sagra dei bryndzové halušky che prevede il Campionato del mondo di cucina e delle mangiate di tale piatto.